# Władysławów (powiat lipski)
Władysławów – wieś w Polsce położona w woj. mazowieckim w powiecie lipskim w gminie Lipsko.
Wierni Kościoła rzymskokatolickiego należą do parafii Świętych Apostołów Piotra i Pawła w Krępie Kościelnej.
17 lipca 1915 roku w rejonie miejscowości swoją trzecią bitwę stoczyli żołnierze Legionu Puławskiego. Legion Puławski został utworzony w 1915 roku z inicjatywy Romana Dmowskiego i walczył u boku Carskiej Rosji przeciwko państwom centralnym.
O godzinie 16:00 legionistów wezwano do Józefowa, by wsparli grenadierów, ulegających napierającym niemieckim oddziałom. W lasku pod Leopoldowem natrafili oni na wycofujących się Rosjan. Otrzymawszy informację, że Niemcy najsilniej napierają w kierunku Ludwikowa, zawrócili i skierowali się w stronę lasu pod Władysławowem. Po zajęciu pozycji na obrzeżach zagajnika ujrzeli maszerujące kolumny wroga i otworzyli ogień. Zaporowy ostrzał karabinów skutecznie osłabił natarcie, które załamało się. Niemcy skierowali więc na pozycje legionistów ogień artylerii. Kanonada zmusiła Polaków do odwrotu, razem z resztą oddziałów rosyjskich. W walce szczególnie odznaczył się Adam Trygar: reemigrant ze Stanów Zjednoczonych, który umiejętnie dowodził legionistami osłaniającymi odwrót Rosjan.
Podczas bitwy śmierć poniosło 10 polskich legionistów, a 40 odniosło rany. Straty wśród żołnierzy Landwehry dowódca Legionu, pułkownik Jan Rządkowski, szacował ponad na stu zabitych i rannych.